# Will.i.am
William James Adams (1975. március 15.), művésznevén will.i.am, amerikai énekes, dalszövegíró, vállalkozó, szinkronhang, DJ, zenei producer és filantróp, legjobban a híres hiphop/pop banda, a Black Eyed Peas egyik alapítójaként ismerik, aki 7 Grammy-díj, 8 American Music Awards-díj, 1 Billboard Music díj, 1 Teen Choice díj, 2 MTV Video Music díj és 3 World Music díj díjazottja. Ezeket a díjakat mind a Black Eyed Peasszel nyerte.
Will.i.am kiadott négy szóló lemezt is. Az első, a Lost Change 2001-ben került kiadásra az Atlantic Records által. Az album eredetileg egy ugyanilyen című film zeneanyaga volt. Nem egyet adtak ki az albumból. A második szóló albumot, a "Must B 21"-et 2003. szeptember 23-án adták ki. A huszonhetedik lemezen lévő számot a "GO!"-t rendszeresen használták az NBA és a Madden NFL 2005-ös szezon szignáljaként is. A zene videó felvétele is spotokról készült, mindenesetre, nem egyet adtak ki az albumból. A harmadik album, a Songs About Girls 2007. szeptember 25-én került kiadásra. Az első szám az albumot az "I Got It from My Mama" a BillBoard HOT 100-as lista csúcsán állt 2007. augusztus 17-én. Ebben az albumban szerepelt a "Hearthbreaker" és a "One More Chance" is. A negyedik albumát a #willpower-t 2013-ban adta ki.
Will.i.am egy zenei producer is. Dolgozott sok különböző előadóval is, mint Michael Jackson, Justin Bieber, Eazy-E, Britney Spears, David Guetta, U2, Rihanna, Usher, Justin Timberlake, Earth, Wind & Fire, Nicki Minaj, Cheryl Cole, 2NE1, SMAP, The Game, Nas, Bone Thugs-n-Harmony, Daddy Yankee, Wolfgang Gartner, és Juanes. Ő egy mentor is a Voice UK tehetségkutatóban. Összesen 34 Top 40 bejegyzése van a UK Singles Chart-ban 1998 óta, és 9,4 millió eladott kislemeze az Egyesült Királyságban.

## Fiatalkora
William Adams (teljes nevén William Adams Jr.) Kelet-Los Angelesben született, a Boyle Heights szomszédságban. Sohasem találkozott az apjával, az anyjával nőtt fel, aki azzal segített neki, hogy kezdje meg a munkát a zenei karrierjével, hogy állami iskolába küldte, Nyugat-Los Angelesbe. Mialatt a Palisades Charter Középiskolába járt, a legjobb barátok lettek Allan Pinedával (művésznevén apl.de.ap), aki szintén a jövőbeni tagja volt a Black Eyed Peasnek.

## Zenei karrier

### 1988-2000 formációk és a Black Eyed Peas
Will.i.am zenei karrierje 1987 nyarán kezdődött, mikor nyolcadik osztályos volt, találkozott egy rapperrel, Allan Pinedával (művésznevén apl.de.ap), és a többi Dante Santiagoba járó diákkal. Ezután elkezdtek együtt fellépni Los Angeles körül és hamarosan megtalálta egy rapper, Eazy-E, aki beírta őket a Ruthless Recordsba 1992-ben. Ebben az időben Williamet Will 1X-nek ismerték.

## Fordítás
- Ez a szócikk részben vagy egészben a Will.i.am című angol Wikipédia-szócikk ezen változatának fordításán alapul.  Az eredeti cikk szerkesztőit annak laptörténete sorolja fel. Ez a jelzés csupán a megfogalmazás eredetét és a szerzői jogokat jelzi, nem szolgál a cikkben szereplő információk forrásmegjelöléseként.